# Actacarus longipes
Actacarus longipes är en kvalsterart. Actacarus longipes ingår i släktet Actacarus och familjen Halacaridae. Inga underarter finns listade i Catalogue of Life.